# Carlos Semprún Maura
Pour les articles homonymes, voir Semprun.
Carlos Semprún Maura est un écrivain et journaliste espagnol né à Madrid le 23 novembre 1926 et mort à Paris le 23 mars 2009.
Il est le petit-fils du monarchiste Antonio Maura. Son frère est l'écrivain Jorge Semprún tandis que l'essayiste et éditeur Jaime Semprún est son neveu. Carlos Semprún Maura est également le père de Diego Semprun, maître verrier d'art.
À 24 ans, il s'engage dans les rangs du Parti Communiste d'Espagne, qu'il quittera désabusé en 1956. Il sera cependant marqué par le courant anarchiste, auquel il consacre son ouvrage le plus connu : Révolution et contre-révolution en Catalogne (1936-1937) publié en 1974.

## Biographie
Durant la Guerre civile espagnole, le père de Carlos Semprún, José María Semprún Gurrea, était diplomate au service de la République espagnole. En 1939, après la défaite des Républicains, sa famille s'établit définitivement en France.
Carlos Semprún s'est consacré au théâtre en écrivant plus de 70 pièces principalement pour la radio. Une douzaine de ses œuvres ont été montées au théâtre, notamment par Jean-Marie Serreau, Dominique Serreau, Laurent Terzieff et Roger Blin. Il a collaboré pendant douze années à l'ORTF pour diverses émissions culturelles.
Il milita au Parti communiste espagnol duquel il s'éloigna avant l'éviction de son frère Jorge. Il continua ensuite à militer dans des groupes antifranquistes d'extrême gauche.
De retour en Espagne après la mort de Franco, il fut critique de cinéma à Diario 16. Dans les années 2000, il participa comme chroniqueur au media de droite Libertad Digital prenant alors une position très critique envers la gauche en général.
Il a publié des romans ainsi que des ouvrages historiques sur la Révolution sociale espagnole de 1936, dont le plus important est, en 1974, Révolution et contre-révolution en Catalogne (1936-1937), livre auquel participa son neveu Jaime Semprun.

## Citation
« Tout le monde était d'une manière ou d'une autre contre les collectivisations, sauf les travailleurs eux-mêmes. Certes, la CNT-FAI les revendiqua comme "sa" création et ce sont la plupart du temps des militants de ces organisations qui en prirent l'initiative. Mais le décret qui les limite et les dénature fut aussi, en grande partie, son œuvre. Les travailleurs qui avaient réalisé et défendu l'autogestion de nombreux secteurs industriels et agricoles avaient donc pour ennemis non seulement les militaires et les fascistes représentant la bourgeoisie, mais aussi objectivement les nouvelles couches bureaucratiques qui, placées sous les mêmes drapeaux qu'eux, avaient déjà commencé à rétablir, sous des formes parfois nouvelles, la vieille exploitation du travail salarié et la hiérarchisation totalitaire de la vie sociale. »
in Révolution et contre-révolution en Catalogne.

## Œuvres
Bibliographie partielle :

### Théâtre
- La Rouille, 1961.
- La Pensée, d'après Leonid Andreiev, L'Avant-Scène, 1962.
- L'Accident, La Salle d'attente, Sur une plage de l'Ouest, L'Avant-Scène, 1965.
- Lieu-Secret-Dormir, 1969.
- L'Homme couché, L'Avant-Scène, 1971.
- Le Bleu de l'eau-de-vie, L'Avant-Scène, 1982.

### Romans
- Un chapeau qu'on met le dimanche pour voir les siens, roman, Robert Laffont, 1968.
- L'an prochain à Madrid, roman, Julliard, 1975.
- Le jour où j'ai été tué, roman, Balland, 1976.
- Le voleur de Madrid, roman, Belfond, 1981.
- Les Barricades solitaires, roman, Belfond, 1984.
- Par des chemins rouges, roman, Librairie Séguier, 1987.
- Les vagabonds n'ont pas perdu le goût de la chose chantée..., nouvelle, Ludd, 1987.
- Le Potomac en aile volante, nouvelles, Moraïma, 1993.

### Essais historiques
- Révolution et contre-révolution en Catalogne (1936-1937), essai, Mame, 1974. Rééd. Les nuits rouges, 2002, introduction,  (ISBN 2-913112-17-X)
  - (es) Revolución y contrarrevolución en Cataluña (1936-1937), Ediciones HL, 2006, texte intégral en espagnol.
- Franco est mort dans son lit, essai, Hachette Littérature, 1980.

### En espagnol
- Ni Dios, ni amo, ni CNT, ensayo, Tusquets, Barcelone, 1978.  (ISBN 84-7223-726-5). Paru précédemment en France, "el viejo topo", La Chouette-Diffusion, Fontenay-sous-Bois, 1975
- Vida y mentira de Jean-Paul Sartre, essai, Nossa y Jara, Madrid, 1996.
- Polvo de líneas, nouvelles, Pre-Textos, Valence, 1997.
- El exilio fue una fiesta, récit autobiographique, Planeta, Barcelone, 1999.
- Las aventuras prodigiosas, roman, Seix Barral Barcelone, 2004.
- A orillas del Sena, un español..., récit autobiographique, Distriforma, Madrid, 2006.  (ISBN 9788493432621)

## Récompense
- Grand prix radio de la SCAM (Société civile des auteurs multimédia) en 1987 avec Philippe Ganier-Raymond pour Une guerre perdue et oubliée.